# Irkutska oblast
Irkutska oblast (rusko Ирку́тская о́бласть, latinizirano: Irkutskaya oblast; burjatsko Эрхүү можо, latinizirano: Erkhüü mojo) je oblast v Rusiji v Sibirskem federalnem okrožju. Leži v jugovzhodni Sibiriji v porečjih Angare, Lene in Spodnje Tunguske. Na severovzhodu meji na republiko Jakutijo, na vzhodu na Zabajkalski okraj, na jugovzhodu in jugu na republiko Burjatijo, na jugozahodu na republiko Tuvo in na zahodu na Krasnojarski okraj. Ustanovljena je bila 26. septembra 1937.